# Unión Deportiva Tibaseña
La Unión Deportiva Tibaseña fue un club de fútbol del cantón de Tibás, San José, Costa Rica. Fue fundado en 1949.
Empieza a destacar en la tercera división a inicios de los años 50,s y para 1953 pierde la final nacional ante Club Sport La Libertad. Sin embargo los Tibaseños irrumpen en la Segunda División y son los nuevos campeones en aquella categoría del periodo 1954.
Ganó títulos en terceras divisiones inferiores de las segundas aficionadas en el año 1957.
En 1960 logra el ascenso y cetro de 2.ª. División de Ascenso (Tercera División de Costa Rica); disputando la final ante Santa Lucía.
Entre tanto que para el mismo año la A.D. Tibaseña en terceras de las segundas divisiones campeoniza ante Audax F.C de Cinco Esquinas del mismo cantón, por 3 goles a 2. Este partido se efectuó en el Estadio Ernesto Rohrmoser un domingo 27 de noviembre.
Para el año 1966 Tibás logra un título a nivel provincial (San José) en la Liga Nacional de Terceras Divisiones y en la fase nacional quedan de la siguiente manera:
C.S Huracán de Paraíso campeón nacional, Tibás subcampeón, C.S Puntarenense tercer lugar y Abangares de Guanacaste cuarto lugar.

## Desaparición
Corrían los años 60 cuando el Unión Deportiva Tibaseña dejó de existir. No obstante en 1959 José Luis “Chime” Rojas se fue a Tibás a buscar a Juan José Gámez y Oldemar “Gato” Bolaños para traerlos a L.D.A por ¢5000.
Ambos vinieron a la institución rojinegra para unirse al equipo que alcanzaría el Tricampeonato en 1960.

## Jugadores importantes de la época
Oldemar “Gato” Bolaños, Juan José Gámez, Luis “El Camarón” Padilla, Yamil Villalobos, Ramón “Mon” Hernández, Ruben “La Rata” Jiménez, Álvaro Hernández, Gladstone Edmond Clark, José Beckles, Danilo García, Walter Rodríguez, Alberto Marín, entre otros.

## Datos del club
- Temporadas en Segunda División de Costa Rica: 3
- Temporadas en Tercera División: 8
- Mayor goleada conseguida:
  - Sin datos
- Mayor goleada recibida:

## Palmarés

### Torneos nacionales
- Tercera División de Costa Rica (1): 1960

- Subcampeón Tercera División de Costa Rica (1): 1966

- Campeón Nacional de Terceras Divisiones en 2.das Divisiones (Ascenso) (2):. 1957-60

- Segunda División de Costa Rica (1): 1954

- Liga Nacional de Tercera División San José (1): 1966